# Криви-Дел
Криви-Дел (серб. Криви Дел) — населённый пункт в общине Црна-Трава Ябланичского округа Республики Сербии.

## Население
Согласно переписи населения 2002 года, в селе проживало 198 человек (195 сербов и 3 лица неизвестной национальности).
| Численность населения | Численность населения | Численность населения | Численность населения | Численность населения | Численность населения | Численность населения | Численность населения |
| 1948                  | 1953                  | 1961                  | 1971                  | 1981                  | 1991                  | 2002                  | 2011                  |
| --------------------- | --------------------- | --------------------- | --------------------- | --------------------- | --------------------- | --------------------- | --------------------- |
| 766                   | 772                   | 766                   | 603                   | 384                   | 277                   | 198                   | 126                   |

## Религия
Согласно церковно-административному делению Сербской православной церкви, село относится к Третьему власотинацкому приходу Власотинацкого архиерейского наместничества Нишской епархии.